# Langur gris
Els langurs grisos (Semnopithecus) són un gènere de micos de la subfamília dels colobins. Són endèmics del subcontinent indi. A vegades, aquest gènere és classificat com a subgènere de Presbytis.
Els langurs grisos viuen al sud del Tibet, el Nepal, Sikkim, el nord del Pakistan, Caixmir, l'Índia, Bangladesh i Sri Lanka. Viuen en hàbitats ben variats, que van des de la vora del desert fins a la jungla tropical i des del nivell del mar fins a altituds de fins a 4.000 m. Passen gran part del temps a terra, però també són àgils a l'hora de moure's pels arbres.
Tenen el pelatge gris, negre o groguenc. La part inferior del cos i el cim del cap són més aviat blancs o groguencs, mentre que la cara és negra. Els exemplars joves tenen el pelatge de color marró negrós. Els langurs grisos fan 41–78 cm de llargada i pesen 5,4–23,6 kg. Tenen una cua bastant llarga, que arriba a 69–108 cm de llargada.